# Marek Mac
Marek Mac (ur. 1 maja 1958, zm. 3 maja 2017 we Frankfurcie nad Menem) – polski basista, kontrabasista, improwizator, kompozytor, aranżer, producent muzyczny, pedagog i prezenter radiowy. Jeden z najbardziej znanych szczecińskich muzyków jazzowych.

## Kariera
Profesjonalny debiut muzyka miał miejsce pod koniec lat 70. XX wieku Na przestrzeni lat związany był z wieloma zespołami muzycznymi i klubami studenckimi z czym wiązały się liczne występy w kraju i za granicą. Laureat licznych festiwali, m.in.: Jazz Juniors, Jazz nad Odrą, Złota Tarka, FAMA, wziął także udział w imprezie Dni Komedy. Komponował muzykę teatralną oraz muzykę do programów telewizyjnych i reklam. Przez wiele lat współpracował z wybitnym, szczecińskim saksofonistą jazzowym Markiem Kazaną z którym od 1981 roku współtworzył "Duet Mac-Kazana", następnie formację "Mark 3" (zespół występował z przerwami do 2011 roku) oraz "Marek Kazana Kwintet" (1991-2001). Z czasem zespół skurczył się do kwartetu i w tym składzie zagrał koncert zarejestrowany przez Telewizję Polską. Również w pierwszej połowie lat 80. XX w. muzyk współpracował i nagrywał (w latach 1982–1983) ze studencką grupą "Sklep z Ptasimi Piórami", która pod wodzą Ryszarda Leoszewskiego działa po dziś dzień i jest wizytówką kulturalną miasta Szczecina. Wraz z zespołem wystąpił w programie telewizyjnym w reż. Leszka Szopy, pt. Słońce zmęczone (1984). W drugiej połowie lat 80. prowadził w klubie Trans warsztaty z cyklu Mała Akademia Jazzu. Był nauczycielem wielu muzyków, m.in. gitarzysty Ryszarda Leoszewskiego (Sklep z Ptasimi Piórami), gitarzysty Roberta Jarzębskiego, którego kilka lat później zaprosił do własnego zespołu „Tweed”, czy basisty Jacka Chrzanowskiego – szkolił również zespoły. W latach 2006–2007, grając na gitarze basowej, współtworzył z Robertem Narwojszem (śpiew, instrumenty klawiszowe) fromację "TWEEDisCOOL". Muzycy wykonywali muzykę klubową z elementami popu, jazzu, funky, soulu i rocka. Zespół wystąpił, m.in. w szczecińskim klubie Kafe Jerzy (13.04.2006) i w Muzeum Narodowym (09.02.2007). Nagrał również materiał na płytę. 21 maja 2008 roku muzyk wystąpił w duecie z Jackiem Rudnickim podczas koncertu charytatywnego na rzecz Zachodniopomorskiego Hospicjum dla Dzieci, który odbył się na małym dziedzińcu Zamku Książąt Pomorskich w Szczecinie. W 2012 roku basista był członkiem tria "Kazana-Mac-Wilk", wszedł także w skład zespołu "Marek Kazana Project" i wziął udział w nagraniu płyty Tangola (premiera: 7 września 2013). W sesji wzięli udział: Marek Kazana (saksofon altowy i sopranowy), Tomasz Licak (saksofon tenorowy), on sam (kontrabas elektryczny), Grzegorz Grzyb (perkusja) oraz gościnnie Szymon Orłowski (gitara basowa). W ostatnich latach swego życia muzyk mieszkał we Frankfurcie nad Menem, gdzie zmarł 3 maja 2017 roku. 27 kwietnia 2018 r. w szczecińskim Domu Kultury 13 Muz odbył się koncert upamiętniający go, zatytułowany Marek Mac In Memoriam. Wystąpili: Ryszard Leoszewski, Jacek Rudnicki, Magdalena Wilento, Szymon Orłowski, Robert Jarzębski, zespół „Blue Bossa” oraz stworzony specjalnie na tę okazję "Oktet Marka Kazany – Marek Mac In Memoriam". Staraniem rodziny artysty ukazała się płyta Bassball z kompozycjami Marka Maca, która stanowiła prezent dla zgromadzonej publiczności. Organizatorami koncertu byli: przyjaciele muzyka i Jolanta Mac (żona M. Maca) we współpracy z Zachodniopomorskim Stowarzyszeniem Jazzowym.